# Gira Quítate las Gafas
Gira Quítate las Gafas es el nombre de la nueva gira de conciertos del cantante español Melendi, enmarcado dentro de la promoción su nuevo disco Quítate las Gafas.
En el mes de noviembre de 2016, el asturiano confirmó las primeras fechas del tour.

## Fechas
| Fecha                    | Ciudad                 | País           | Recinto                               |
| ------------------------ | ---------------------- | -------------- | ------------------------------------- |
| 11 de diciembre de 2016  | Granada                | España         | Palacio de los Deportes               |
| 17 de diciembre de 2016  | Barcelona              | España         | Sala Razzmatazz                       |
| 18 de diciembre de 2016  | Madrid                 | España         | Sala La Riviera                       |
| 2 de febrero de 2017     | Guayaquil              | Ecuador        | Centro de Convenciones                |
| 4 de febrero de 2017     | Quito                  | Ecuador        | Coliseo General Rumiñahui             |
| 3 de marzo de 2017       | Houston                | Estados Unidos | House of Blues                        |
| 4 de marzo de 2017       | Miami                  | Estados Unidos | The Fillmore Miami Beach              |
| 5 de marzo de 2017       | Los Ángeles            | Estados Unidos | The Wiltern                           |
| 11 de marzo de 2017      | Ciudad de México       | México         | Pepsi Center                          |
| 28 de marzo de 2017      | Panamá                 | Panamá         | Centro de Convenciones Megápolis      |
| 30 de marzo de 2017      | Bogotá                 | Colombia       | Teatro Royal Center                   |
| 1 de abril de 2017       | Concepción             | Chile          | Gimnasio municipal                    |
| 5 de abril de 2017       | Santiago de Chile      | Chile          | Movistar Arena                        |
| 21 de abril de 2017      | Boston                 | Estados Unidos | House of Blues                        |
| 22 de abril de 2017      | Nueva York             | Estados Unidos | Gramercy Theatre                      |
| 23 de abril de 2017      | Washington D. C.       | Estados Unidos | The Fillmore Silver Spring            |
| 6 de mayo de 2017        | Murcia                 | España         | Cuartel de Artillería                 |
| 12 de mayo de 2017       | Santander              | España         | Palacio de los Deportes de Santander  |
| 13 de mayo de 2017       | Bilbao                 | España         | Bilbao Arena                          |
| 19 de mayo de 2017       | Madrid                 | España         | WiZink Center                         |
| 20 de mayo de 2017       | Madrid                 | España         | WiZink Center                         |
| 26 de mayo de 2017       | Barcelona              | España         | Palau Sant Jordi                      |
| 2 de junio de 2017       | San Sebastián          | España         | Donostia Arena 2016                   |
| 3 de junio de 2017       | Logroño                | España         | Palacio de los Deportes de La Rioja   |
| 10 de junio de 2017      | Sevilla                | España         | Auditorio municipal Rocío Jurado      |
| 17 de junio de 2017      | La Coruña              | España         | Coliseum da Coruña                    |
| 29 de junio de 2017      | Torredonjimeno         | España         | Campo de fútbol Loma de Los Santos    |
| 30 de junio de 2017      | Valencia               | España         | Plaza de Toros de Valencia            |
| 1 de julio de 2017       | Benidorm               | España         | Plaza de Toros de Benidorm            |
| 7 de julio de 2017       | Herencia               | España         | Campo de fútbol F. de la Puebla       |
| 8 de julio de 2017       | Puerto de Sta. María   | España         | Real plaza de toros de El Puerto      |
| 15 de julio de 2017      | Calviá                 | España         | Recinto ferial El Molino              |
| 22 de julio de 2017      | Tarragona              | España         | Tarraco Arena Plaza                   |
| 1 de agosto de 2017      | Calella de Palafrugell | España         | Jardins de Cap Roig                   |
| 4 de agosto de 2017      | La Laguna              | España         | Pabellón Insular Santiago Martín      |
| 5 de agosto de 2017      | Gran Canaria           | España         | Gran Canaria Arena                    |
| 12 de agosto de 2017     | Algeciras              | España         | Plaza de Toros Las Palomas            |
| 18 de agosto de 2017     | Guijuelo               | España         | Recinto de Espectáculos               |
| 19 de agosto de 2017     | Punta Umbría           | España         | Polideportivo Antonio Gil Hernández   |
| 26 de agosto de 2017     | Almería                | España         | Recinto de Conciertos del Ferial      |
| 2 de septiembre de 2017  | Pamplona               | España         | Pabellón Anaitasuna                   |
| 7 de septiembre de 2017  | Ponferrada             | España         | Auditorio municipal de Ponferrada     |
| 8 de septiembre de 2017  | Don Benito             | España         | Arena Las Cumbres                     |
| 9 de septiembre de 2017  | Córdoba                | España         | Plaza de Toros Los Califas            |
| 16 de septiembre de 2017 | Málaga                 | España         | Auditorio municipal Cortijo de Torres |
| 23 de septiembre de 2017 | Lorca                  | España         | Explanada Jardines de Lorca           |
| 30 de septiembre de 2017 | Alicante               | España         | Plaza de Toros de Alicante            |
| 7 de octubre de 2017     | Gerona                 | España         | Pabellón municipal Girona-Fontajau    |
| 13 de octubre de 2017    | Zaragoza               | España         | Escenario del aparcamiento Norte      |
| 20 de octubre de 2017    | Valladolid             | España         | Pabellón polideportivo Pisuerga       |
| 21 de octubre de 2017    | Salamanca              | España         | Multiusos Sánchez Paraíso             |
| 3 de noviembre de 2017   | Ciudad de México       | México         | Auditorio Nacional de México          |
| 30 de noviembre de 2017  | Buenos Aires           | Argentina      | Teatro Gran Rex                       |
| 22 de diciembre de 2017  | Barcelona              | España         | Palau Sant Jordi                      |
| 27 de diciembre de 2017  | Madrid                 | España         | WiZink Center                         |

## Conciertos no celebrados
| Fecha               | Ciudad  | País   | Recinto                 | Motivo                 | Estado                         |
| ------------------- | ------- | ------ | ----------------------- | ---------------------- | ------------------------------ |
| 24 de junio de 2017 | Burlada | España | Campo de fútbol El Soto | Mal estado del recinto | Reprogramado (2 de septiembre) |